# Токарёва (Свердловская область)

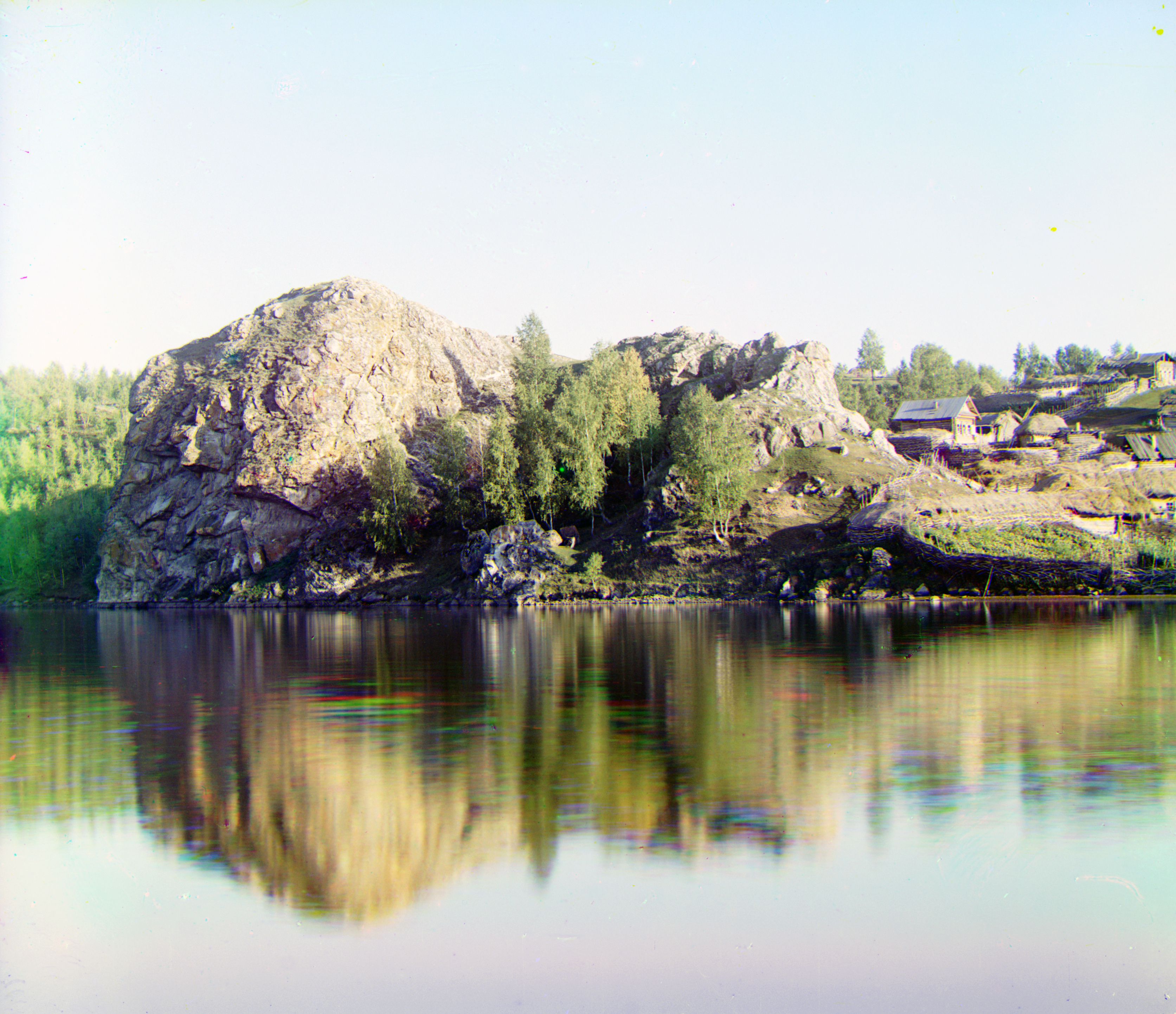
Скала у деревни Токарёва,
С. М. Прокудин-Горский; 1910 год.

Токарёва — деревня в Свердловской области России. Входит в Каменск-Уральский городской округ.

## География
Деревня расположена у западных окраин города Каменска-Уральского, на правом берегу реки Исети, напротив устья её левого притока —реки Каменки. Как и соседний Каменск, деревня находится к юго-востоку от областного города Екатеринбурга. Расстояние до уральской столицы — 90 километров по прямой и 99 километров по автодорогам.
Часовой пояс
Токарева, как и вся Свердловская область, находится в часовой зоне МСК+2. Смещение применяемого времени относительно UTC составляет +5:00.

## История
Ранее деревня также называлась Байнова, как и соседняя деревня. В 1916 году деревня относилась к Щербаковской волости. В 1928 году Токарева входила в Байновский сельсовет Каменского района Шадринского округа Уральской области. 29 марта 1945 Указом Президиума Верховного Совета РСФСР в городе Каменск-Уральский было образовано три городских района: Красногорский, Синарский и Советский. Токарева была включена в состав Советского района.

## Население
| 1904 | 1926 | 2002 | 2010 |
| ---- | ---- | ---- | ---- |
| 289  | ↗354 | ↘1   | ↗8   |

Структура
- По данным 1904 года, в деревне было 22 двора с населением 289 человек (мужчин — 141, женщин — 148), все русские[9].
- По данным переписи 1926 года, в деревне Токарев было 76 дворов с населением 354 человека (мужчин — 168, женщин — 186), все русские[4].
- По данным переписи 2010 года, в деревне было: 6 мужчин и 2 женщины[10].

## Инфраструктура
Деревня расположена рядом с Рыбниковским трактом, западным выездом из Каменска-Уральского.
В деревне только одна улица — Токарёвская.